# Ferrovia Dublino-Sligo
La ferrovia Dublino-Sligo è una linea ferroviaria irlandese che collega Dublino a Sligo.
La linea è esercita dalla Iarnród Éireann (IÉ).

## Caratteristiche
La linea è una ferrovia, non elettrificata, con uno scartamento di 1600 mm il quale è lo standard delle strade ferrate irlandesi.
Dalla Dublino Connolly a quella di Maynooth è a doppio binario, mentre per il resto del tracciato, fino a Sligo Mac Diarmada, è a binario semplice.

## Percorso
|  |  | Unknown route-map component "exKDSTa" |

|  |  | Unknown route-map component "KBHFxa" |

|  |  | Unknown route-map component "eHST" |

|  |  | Unknown route-map component "eABZgl" | Unknown route-map component "exCONTfq" |  |

|  |  | Station on track |

|  | Unknown route-map component "exCONTgq" | Unknown route-map component "eABZgr" |  |  |

|  |  | Stop on track |

|  |  | Unknown route-map component "eHST" |

|  | Unknown route-map component "exCONTgq" | Unknown route-map component "eABZgr" |  |  |

|  |  | Stop on track |

|  |  | Stop on track |

|  |  | Unknown route-map component "eHST" |

|  |  | Stop on track |

|  |  | Stop on track |

|  |  | Station on track |

|  |  | Stop on track |

|  |  | Unknown route-map component "eHST" |

|  |  | Unknown route-map component "eABZg+l" | Unknown route-map component "exCONTfq" |  |

|  |  | Unknown route-map component "eBHF" |

|  |  | Unknown route-map component "eHST" |

|  |  | Unknown route-map component "eHST" |

|  | Unknown route-map component "exCONTgq" | Unknown route-map component "eABZg+r" |  |  |

|  |  | Station on track |

|  |  | Unknown route-map component "eHST" |

|  |  | Unknown route-map component "eHST" |

|  |  | Unknown route-map component "eHST" |

|  | Unknown route-map component "exCONTgq" | Unknown route-map component "eABZg+r" |  |  |

|  |  | Station on track |

|  |  | Unknown route-map component "eHST" |

|  |  | Stop on track |

|  |  | Station on track |

|  |  | Stop on track |

|  |  | Unknown route-map component "eHST" |

|  |  | Stop on track |

|  |  | Unknown route-map component "ABZg+l" | Unknown route-map component "CONTfq" |  |

|  |  | Stop on track |

|  |  | Stop on track |

|  |  | Stop on track |

|  |  | Stop on track |

|  |  | Stop on track |

| Continuation backward |  | Straight track |  |  |

| Unknown route-map component "ABZgl" | Unknown route-map component "STR+r" | Straight track |  |  |

| End station | Straight track | Straight track |  |  |

|  | Small bridge over water | Straight track |  |  |

|  | Enter and exit tunnel | Straight track |  |  |

|  | Straight track | Stop on track |  |  |

|  | Straight track | Unknown route-map component "eBHF" |  |  |

|  | One way leftward | Unknown route-map component "KRZo" | Unknown route-map component "STR+r" |  |

| Unknown route-map component "exKBHFaq" | Unknown route-map component "xABZq+l" | Unknown route-map component "ABZgr" | Straight track |  |

|  | Straight track | Unknown route-map component "ABZg+l" | One way rightward |  |

|  | Straight track | Station on track |  |  |

|  | Straight track | Straight track | Unknown route-map component "STR+l" | Unknown route-map component "CONTfq" |

|  | Straight track | Unknown route-map component "ABZgl" | Unknown route-map component "KRZo" | Unknown route-map component "CONTfq" |

|  | Straight track | One way leftward | Unknown route-map component "ABZg+r" |  |

|  | One way leftward | Transverse track | Unknown route-map component "KRZo" | Unknown route-map component "KBHFeq" |

|  |  |  | Station on track | Unknown route-map component "uKHSTa" |

|  |  | Unknown route-map component "uCONTgq" | Unknown route-map component "mKRZo" | Unknown route-map component "uSTRr" |

|  |  |  | Small bridge over water |

|  |  |  | Continuation forward |

## Traffico
Lungo la linea operano gli Intercity Sligo Mac Diarmada–Dublino Connolly. La Western Commuter della Dublin Suburban Rail copre due direttrici: il Longford–Dublino Pearse, che impiega anche parte della linea Dublino-Rosslare, e il M3 Parkway–Clonsilla–Docklands. Il tronco M3 Parkway–Clonsilla fa parte della dismessa linea per Kingscourt, in ricostruzione fino a Navan.
Il servizio merci non è più effettuato sulla linea dal dicembre 2008.